# Fausto Romitelli
Fausto Romitelli (Gorizia, 1 de febrer de 1963 - Milà, 27 de juny de 2004) fou un compositor italià.
Estudià composició al Conservatori Giuseppe Verdi de Milà, més tard assistí a cursos de l'Accademia Chigiana di Siena amb Franco Donatoni i a la Scuola Civica di Milano. Ja a la dècada de 1980 mostrà interès pel so com "un material que calia forjar", com palesen les obres Ganimede (1986) o Kû (1989).
El 1991 es traslladà a París per tal de continuar estudiant amb Hugues Dufourt i Gérard Grisey, i de 1993 a 1995 fou compositor de recerca a l'IRCAM. L'experimentació en la síntesi del so i l'anàlisi espectral informaren les composicions d'aquell periode com Sabbia del Tempo (1991) i Natura morta con fiamme (1991).
Romitelli guanyà nombrosos concursos europeus i va ser convidat a festivals rellevants com el Festival d'Automne, Ultima Helsinki, Steirischen Herbst a Graz i els Darmstädter Ferienkursen. Va morir a causa d'un càncer el 2004, a l'edat de 41 anys. L'obra An Index of Metals de 2003 fou la seva última composició i representa la síntesi del seu llenguatge musical.